# Pułk Stolnika Bracławskiego
Pułk Stolnika Bracławskiego - oddział jazdy Armii Koronnej.

## Struktura organizacyjna
Pancerni
- jedna chorągiew  – 100 koni

Jazda lekka
- jedna chorągiew  – 100 koni
- jedna chorągiew  – 90 koni
- dwie chorągwie po 80 koni

Razem w pułku: 5 chorągwi; 450 koni
W 1699 sejm uchwalił przejście wojska na stopę pokojową. Zgodnie z nowym komputem pułk liczył wtedy 3 chorągwie pancerne i 13 lekkich. razem 710 koni